# Alma Kar

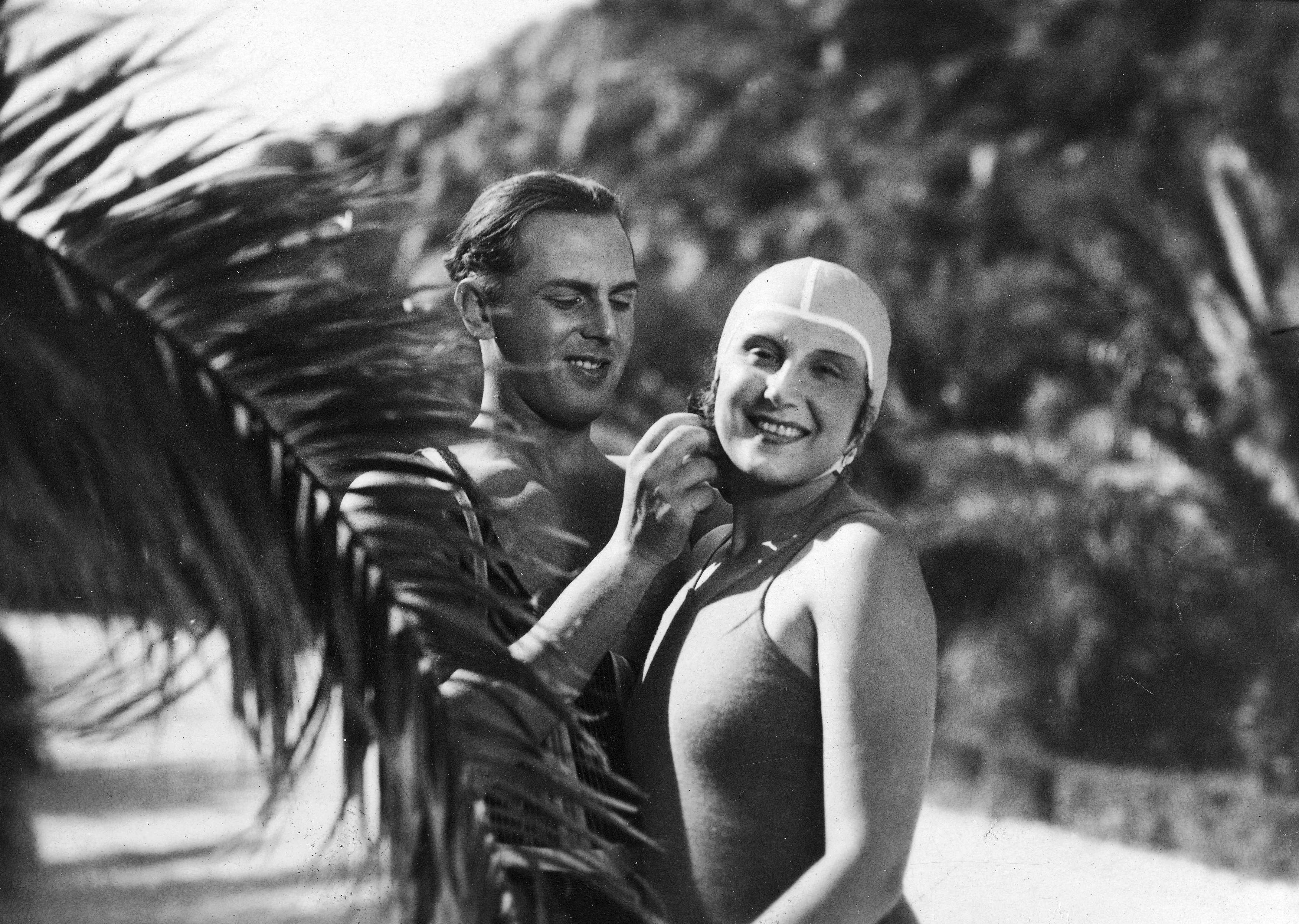
Alma Kar i Aleksander Żabczyński w jednej ze scen filmu Panienka z poste restante

Alma Kar, właśc. Lidia Iwanow (ur. 14 listopada 1903 na Wołyniu, zm. 13 lipca 1992 w Stanisławowie Pierwszym) – przedwojenna polska tancerka, aktorka filmowa.

## Życiorys
Urodziła się 14 listopada 1903 w rodzinie Mikołaja Iwanowa i Olgi z Pawłowskich. Jej ojciec był  księdzem prawosławnym, Rosjaninem, który w okresie międzywojennym przyjął obywatelstwo polskie. Miała dwie siostry: Marię (ur. 1901) i Ninę (ur. 1909) oraz brata Jerzego Władysława (ur. 1916). Wychowywała się klasztorze w Ostrogu na Wołyniu. W latach 20. wyjechała do Warszawy. Ukończyła szkołę średnią i szkołę taneczną J. Prusieckiej. Alma Kar nie była zawodową aktorką. Dla filmu odkrył ją i lansował bogaty filantrop Stefan Gulanicki. Finansował on produkcję filmów z jej udziałem. W tych kilku filmach grywał małe rólki pod pseudonimem „Stefan Gucki”.
Była dwukrotnie zamężna. Po raz drugi z Adamem Szymonowiczem (1904–1979).
Zmarła w domu opieki w Stanisławowie Pierwszym. Pochowana na cmentarzu w Kętrzynie.

## Filmografia
- Kobieta, która grzechu pragnie (1929) – Wanda, przyjaciółka Ireny
- 10% dla mnie (1933) – Dziunia
- Zabawka (1933) – tancerka Janeczka „Lulu”
- Panienka z poste restante (1935) – urzędniczka Marysia
- Tajemnica panny Brinx (1935) – Wanda Tarska